# Рига (линейный корабль, 1710)
«Рига» — парусный линейный корабль Балтийского флота Российской империи, головной из серии кораблей одноимённого типа, участник Северной войны. Находился в составе флота с 1710 по 1721 год, совершал плавания в акватории Балтийского моря и Финского залива, принимал участие в практических и крейсерских плаваниях, а также в манёврах и торжественных мероприятиях флота, а по окончании службы был разобран.

## Описание корабля
Парусный линейный корабль 4 ранга, один из четырёх кораблей одноимённого типа. Корабли данного типа стали первыми кораблями Балтийского флота России, обладали слабой мореходностью и имели низкие маневренные качества, обусловленные строительством на приладожских верфях. Длина судна составляла 35,7 метра, ширина — 12,3 метра, а осадка — 4 метра. Экипаж судна состоял из 330-и человек, а вооружение составляли 50 орудий, при этом на нижнем деке были установлены 18-фунтовые орудия, на верхнем — 12-фунтовые, а на фордеке и баке — 4-фунтовые.
Название корабль получил в честь города Рига, взятого русскими войсками 4 (15) июля 1710 года и был одним из восьми парусных кораблей Российского императорского флота, носивших это наименование. Также в составе Балтийского флота нёс службу одноимённый парусный линейный корабль 1729 года постройки, два парусных фрегата 1784 и 1790 годов постройки, бриг 1821 года постройки, галера 1773 года постройки и плавучая батарея 1791 года постройки, а в составе Каспийской флотилии — одноимённый гекбот 1731 года постройки.

## История службы
Парусный линейный корабль «Рига» был заложен на стапеле Новоладожской верфи вместе с ещё одним кораблём «Выборгом» в августе 1708 года и после спуска на воду в 1710 году вошёл в состав Балтийского флота России. Строительство обоих кораблей велось английским корабельным мастером на русской службе Ричардом Броуном. После спуска участвовал в торжественных церемониях на Неве в Санкт-Петербурге, проводившихся в честь захвата русскими войсками города Риги. В августе 1710 года перешёл из Санкт-Петербурга к Кроншлоту.
Принимал участие в Северной войне. С 1710 по 1712 год ежегодно выходил к Кроншлоту для защиты Санкт-Петербурга с моря в составе эскадры, а на зимовку уходил в Неву. В кампании этих лет совершал маневры на рейде с целью обучения экипажа, при этом в 1712 году на корабле держал свой флаг вице-адмирал К. И. Крюйс. С мая по сентябрь 1713 года выходил в крейсерские плавания в Финский залив в составе эскадры, 10 (21) и 11 (22) июля участвовал в преследовании отряда шведских судов, шёл вторым в колонне под флагом вице-адмирала К. И. Крюйса. 11 (22) июля сел на мель, но команде удалось снять судно с мели.
В кампанию 1714 года принимал участие в крейсерском плавании эскадры кораблей Балтийского флота до Ревеля, в следующем 1715 году выходил в практическое плавание эскадры, состоявшей из трёх кораблей и одного фрегата, до Берёзовых островов в Финском заливе. В 1716 и 1717 годах находился на Кронштадтском рейде, а в 1718 году в составе эскадры кораблей Балтийского флота под командованием адмирала графа Ф. М. Апраксина вновь принимал участие в крейсерских плаваниях в Финском заливе. По окончании службы в 1721 году парусный линейный корабль «Рига» был разобран.

## Командиры корабля
Командирами корабля «Рига» в составе Российского императорского флота в разное время служили:
- младший капитан И. Дегрейтер (1712 год)[8];
- капитан 3-го ранга Г. Вессель (1713 год)[10];
- капитан 3-го ранга Я. Кроненбург (1714—1715 годы)[9];
- капитан 2-го ранга Н. А. Сенявин (1718 год)[11].

### Комментарии
1. ↑  Также в серию входили линейные корабли «Выборг», «Пернов» и один корабль без наименования[1].